# Szevernojei járás (Novoszibirszki terület)
A Szevernojei járás (oroszul Северный район) Oroszország egyik járása a Novoszibirszki területen. Székhelye Szevernoje.

## Népesség
- 1989-ben 12 923 lakosa volt.
- 2002-ben 11 835 lakosa volt.
- 2010-ben 10 687 lakosa volt, melyből 10 117 orosz (95,5%), 280 csuvas (2,6%), 52 tatár (0,5%), 42 német (0,4%), 32 ukrán (0,3%), 19 fehérorosz (0,2%) stb.